# Microscopie à force atomique bimodale
 (novembre 2024).

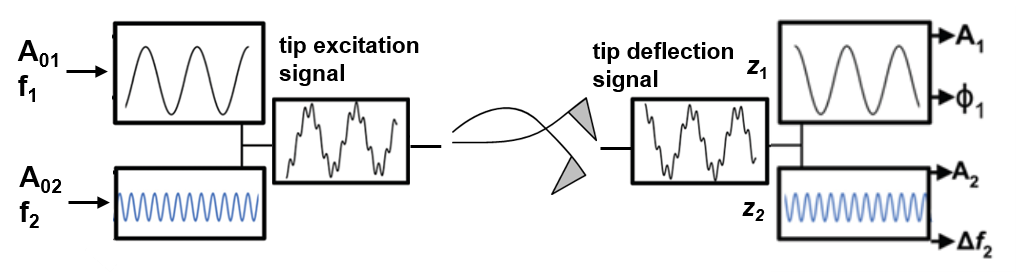
Schéma d'excitation et de détection en microscopie à force atomique bimodale. Le micro-levier est excité dans ses deux premiers modes propres avec les fréquences et. Lors de l'interaction avec l'échantillon, les composantes de la réponse de la pointe sont traitées. La topographie est obtenue en gardant = constante. Dans une configuration bimodale AM-FM, deux boucles de rétroaction agissent sur le second mode. On garde fixe tandis qu'une boucle à verrouillage de phase maintient.

La microscopie à force atomique bimodale est une technique avancée de microscopie à force atomique (en anglais : atomic force microscopy, ou AFM) caractérisée par la génération de cartographies spatiale des propriétés des matériaux, à haute résolution. Cette technique permet de générer des cartes de la topographie, de la déformation, du module élastique, du coefficient de viscosité ou du champ magnétique. L'AFM bimodale est basée sur l'excitation et la détection simultanées de deux modes propres (résonances) d'un micro-levier de microscope à force.

## Histoire
Des considérations numériques et théoriques, ont incité au développement de l'AFM bimodale. On pensait initialement que la méthode améliorerait le contraste topographique lorsque les objets à étudier se trouve dans l'air,. Trois avancées ultérieures (la capacité de détecter des propriétés non topographiques telles que les interactions électrostatiques et magnétiques, l'imagerie dans les liquides et l'ultravide et ses véritables caractéristiques quantitatives,) ont ouvert la voie à de futurs développements et applications.

## Principes de l'AFM bimodale

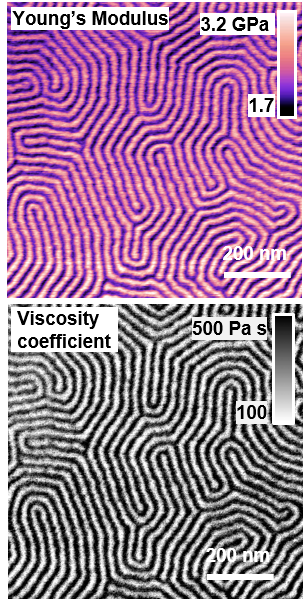
Cartographies spatiales nanomécaniques d'un mélange de polymères générées par AFM bimodale. Cartographie du module d'Young (en haut) et du coefficient de viscosité (en bas) d'un copolymère bloc PS-b-PMMA. Les domaines les plus rigides (PMMA) présentent un coefficient de viscosité plus faible et un temps de réponse plus court.

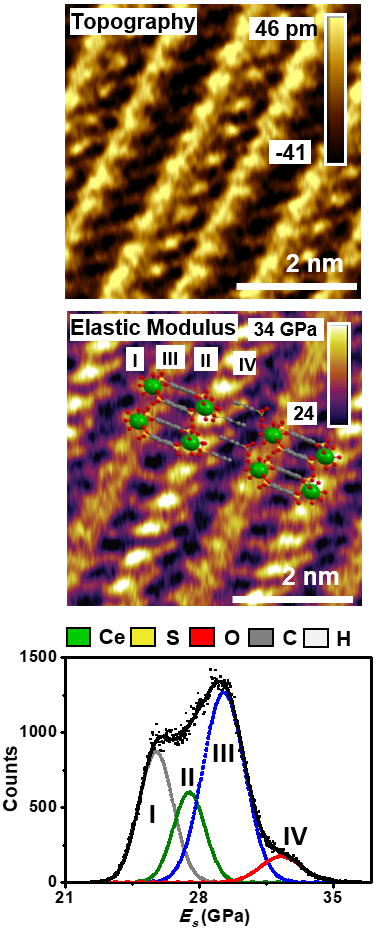
Résolution à l'échelle de l'Angström. Cartes spatiales de topographie (en haut) et de module élastique (au milieu) d'un cadre métallo-organique (en anglais : metal-organic-framework, ou MOF). La structure MOF sur le plan basal est superposée. Les variations à l'échelle de l'Angström du module élastique sont associées à la structure chimique du MOF. (En bas) : distribution des valeurs du module élastique, obtenues à partir de la cartographie du milieu. La courbe peut être décomposée en quatre courbes gaussiennes individuelles, centrées respectivement sur 25,7, 27,5, 29,3 et 32,3 GPa.

L'interaction de la pointe du levier avec l'échantillon modifie les amplitudes, les déphasages et les résonances de fréquence des modes excités. Ces changements sont détectés et traités par le système de rétroaction de l'instrument. Plusieurs caractéristiques font de l’AFM bimodale une méthode très puissante de caractérisation des surfaces à l’échelle nanométrique : 1) Résolution : une résolution spatiale atomique, moléculaire ou nanométrique a été démontrée. 2) Simultanéité : des cartographies de différentes propriétés peuvent être générées en même temps. 3) Efficacité : un nombre maximum de quatre points de données par pixel est nécessaire pour générer une cartographie. 4) Vitesse : les solutions analytiques relient les observables aux propriétés des matériaux.

### Configurations
En AFM, les boucles de rétroaction contrôlent le fonctionnement du microscope en maintenant un paramètre de l'oscillation de la pointe à une valeur fixe. Si la boucle de rétroaction principale fonctionne de façon à maintenir l'amplitude à une valeur constante, le mode AFM est appelé modulation d'amplitude (AM de l'anglais amplitude modulation). S'il fonctionne pour maintenir le décalage de fréquence à une valeur constante, il est appelé modulation de fréquence (FM de l'anglais frequency modulation). Il est possible de faire fonctionner l'AFM bimodale avec plusieurs boucles de rétroaction. Cela donne lieu à une variété de configurations bimodales. Les configurations sont appelées AM-boucle ouverte, AM-FM, FM-FM. Par exemple, AM-FM bimodal signifie que le premier mode fonctionne avec une boucle de modulation d'amplitude alors que le second fonctionne avec une boucle de modulation de fréquence. Les configurations peuvent ne pas être équivalentes en termes de sensibilité, de rapport signal sur bruit ou de complexité.
Prenons par exemple la configuration bimodale AM-FM. Le premier mode propre est excité pour atteindre une amplitude libre (pas d'interaction) et un amplificateur à détection synchrone suit les évolutions de son amplitude et de son déphasage. La boucle de rétroaction principale maintient l'amplitude à une valeur de consigne {\displaystyle A_{1}} en agissant sur la position verticale de la pointe (c'est le mode AM). Dans une expérience de cartographie nanomécanique, {\displaystyle \phi _{1}} doit être maintenu en dessous de 90°, c'est-à-dire que le microscope fonctionne en régime répulsif. Une seconde boucle de rétroaction FM agit en même temps sur l'autre mode propre : une boucle à verrouillage de phase régule la fréquence d'excitation {\displaystyle f_{2}} tout en gardant le déphasage du deuxième mode à 90°. Une boucle de rétroaction supplémentaire peut être utilisée pour maintenir l'amplitude {\displaystyle A_{2}} à une valeur constante.

### Théorie
La théorie du fonctionnement de l’AFM bimodale englobe plusieurs aspects. Parmi eux, on peut mentionner les approximations pour exprimer l'équation d'Euler-Bernoulli d'une poutre (le micro-levier dans ce cas) en porte-à-faux permanent en termes des équations des modes excités,,,, le type de forces d'interaction agissant sur la pointe,,, la théorie des méthodes de démodulation et l'introduction des effets d'une taille finie.
Sans entrer dans les détails, le déplacement de la pointe dans l'AFM est approximé par un modèle de masse ponctuelle suivant l'équation
{\displaystyle {\frac {k_{i}}{4\pi ^{2}f_{i}^{2}}}{\ddot {z_{i}}}+{\frac {k_{i}}{2\pi f_{0i}Q_{i}}}{\dot {z_{i}}}+k_{i}z_{i}=F_{i}\cos(2\pi f_{i}t)+F_{ts}(t),}
dans laquelle {\displaystyle f_{i}}, {\displaystyle f_{0i}}, {\displaystyle Q_{i}}, {\displaystyle k_{i}} et {\displaystyle F_{i}} sont respectivement la fréquence motrice, la fréquence de résonance libre, le facteur de qualité, la rigidité et la force motrice du mode {\displaystyle i}, et {\displaystyle F_{ts}} est la force d'interaction entre la pointe et l'échantillon. En AFM bimodale, le mouvement vertical de la pointe (la déviation) comporte deux composantes, une pour chaque mode, et est donnée par l'équation
{\displaystyle z(t)=z_{0}+z_{1}(t)+z_{2}(t)\approx A_{1}cos\left(2\pi f_{1}t-\phi _{1}\right)+A_{2}cos\left(2\pi f_{2}t-{\frac {\pi }{2}}\right),}
dans laquelle {\displaystyle z_{0}} est la déflexions statiques, {\displaystyle z_{1}} et {\displaystyle z_{2}} sont les déflexions du premier et du second mode et {\displaystyle A_{i}}, {\displaystyle f_{i}} et {\displaystyle \phi _{i}} sont respectivement l'amplitude, la fréquence et le déphasage du mode {\displaystyle i}.
La théorie qui permet de transformer les observables bimodales de l'AFM en des propriétés matérielles est basée sur l'application du théorème du viriel {\displaystyle V_{i}} et de la dissipation de l'énergie {\displaystyle E_{diss}} aux équations du mouvement des modes excités. Les équations suivantes ont été dérivées :
{\displaystyle V_{1}={\frac {1}{T}}\int _{0}^{T}F_{ts}(t)z_{1}(t)dt=-{\frac {k_{1}A_{1}A_{01}}{2Q_{1}}}\cos {\phi _{1}}\,}
{\displaystyle V_{2}={\frac {1}{T}}\int _{0}^{T}F_{ts}(t)z_{2}(t)dt\approx -{\frac {k_{2}A_{2}^{2}\Delta f_{2}}{f_{02}}}\,}
{\displaystyle E_{diss}=\int _{0}^{T}F_{ts}(t){\dot {z}}_{1}(t)dt=-{\frac {\pi k_{1}A_{1}}{Q_{1}}}(A_{1}-A_{01}\sin(\phi _{1})).}
Dans ces équations, {\displaystyle T=T_{1}T_{2}} est une durée au cours de laquelle les oscillations des deux modes sont périodiques. Le fonctionnement bimodal de l’AFM peut impliquer n’importe quelle paire de modes propres. Cependant, les expériences sont généralement réalisées en excitant les deux premiers modes propres.
La théorie de l'AFM bimodale fournit des expressions analytiques pour relier les propriétés des matériaux aux observables fournies par le microscope. Par exemple, pour une sonde paraboloïde de rayon {\displaystyle R} et pour une force pointe-échantillon donnée par le modèle viscoélastique linéaire de Kelvin-Voigt, le module d'élasticité effectif {\displaystyle E_{eff}} de l'échantillon, le coefficient de viscosité {\displaystyle \eta _{com}} et la tangente de perte {\displaystyle \tan \rho } sont exprimés par :
{\displaystyle E_{eff}=4{\sqrt {2}}{\frac {Q_{1}}{\sqrt {R}}}{\frac {k_{2}^{2}}{k_{1}}}{\frac {\Delta f_{2}^{2}}{f_{02}^{2}}}{\frac {A_{1}^{3/2}}{A_{01}^{2}-A_{1}^{2}}}\,}
{\displaystyle \eta _{com}={\frac {E_{eff}}{\omega _{1}}}\left[{\frac {A_{01}\sin {\phi _{1}}-A_{1}}{A_{01}\cos {\phi _{1}}}}\right]\,}
{\displaystyle \tan \rho =2\pi \omega _{1}{\frac {\eta _{com}}{E_{eff}}}=2\pi \omega _{1}\tau ,\,}
où {\displaystyle \tau } est le temps de retard. Pour un matériau élastique, le deuxième facteur de l'expression de {\displaystyle \eta _{com}} disparaît parce que {\displaystyle A_{1}=A_{01}\sin {\phi _{1}}}. Le module élastique est obtenu à partir de l'équation ci-dessus. D'autres expressions analytiques ont été proposées pour la détermination de la constante de Hamaker et les paramètres magnétiques d'un échantillon ferromagnétique.

## Applications
L'AFM bimodale est utilisée pour caractériser une grande variété de surfaces et d'interfaces. Certaines applications exploitent la sensibilité des observables bimodales pour améliorer la résolution spatiale. Cependant, les capacités de l'AFM bimodale se révèlent pleinement dans la génération de cartographies quantitatives des propriétés des matériaux.

### Résolution à l'échelle atomique et moléculaire
Une imagerie à l'échelle atomique du graphène, de surfaces semi-conductrices, et de molécules organiques adsorbées a été obtenue sous ultravide. Des images d'une résolution de l'ordre de l'angström des couches d'hydratation formées sur les protéines, ainsi que de la cartographie du module de Young d'une structure métallo-organique, d'une membrane violette et d'une bicouche lipidique ont été rapportées dans des solutions aqueuses,,.

### Applications aux propriétés des matériaux
L'AFM bimodale est largement utilisé pour fournir des cartographies à haute résolution spatiale des propriétés des matériaux, plus particulièrement des propriétés mécaniques. Les cartographies des propriétés élastiques et viscoélastiques de polymères,,,,, d'ADN, de protéines, de fibres protéiques, de lipides, ou de matériaux 2D, ont également été générés, de même que les propriétés et interactions non mécaniques, notamment les grenats magnétiques cristallins, la contrainte électrostatique, les particules superparamagnétiques et les disques haute densité,. La cartographie quantitative des propriétés nécessite un étalonnage des constantes de force des modes excités.